# Эйткен, Чарли
Чарльз Александр Эйткен (англ. Charles Alexander Aitken; 1 мая 1942, Эдинбург — 29 октября 2023) — шотландский футболист, защитник. Почти всю карьеру провёл в английском клубе «Астон Вилла», является рекордсменом по количеству матчей за этот клуб (660 игр, из них 657 в стартовом составе).
Попал в клуб достаточно случайно, сопровождая на просмотр своего друга Уилсона Бриггса («Вилла» подписала контракты с обоими, однако Бриггс сыграл за команду всего два матча). Дебютировал за главную команду 29 апреля 1961 года в последнем матче сезона — этот же матч стал последним в карьере другой легенды клуба Джонни Диксона. Выиграл с командой Кубок Футбольной лиги 1974/1975.
После ухода из «Астон Виллы» в 1976 году два года играл в NASL за «Нью-Йорк Космос» (в одно время с Пеле и Францем Беккенбауэром), после чего завершил карьеру.
Является членом зала славы «Астон Виллы».
Скончался 29 октября 2023 года на 82-м году жизни.